# بخش انژر
بخش انژر (به فرانسوی: Arrondissement d'Angers) یک بخش در فرانسه است که در من-ا-لوآر واقع شده‌است.